# Dorothée Selz
Dorothée Selz (París, 1946) es una artista experimental y conceptual que se dedica principalmente a la escultura efímera y a la pintura. Sus prácticas artísticas son próximas al Eat Art, creado por Daniel Spoerri. Actualmente vive y trabaja en su ciudad natal.

## Obra
Por un lado, Selz aborda creaciones, de grandes dimensiones, realizadas con dulces, frutas y varios tipos de alimentos estéticamente llamativos. Estos intentan ligar conceptos como la estética visual, el gusto y el humor para crear las mejores de las celebraciones. Se trata de esculturas comestibles concebidas para ocasiones especiales como ofrendas hacia al público presente en un acto de celebración, para poder crear un momento insólito donde lo visual y el placer gustativo se entrelazan.
Dorothée Selz muestra una faceta alegre, joven, festiva y efímera en la cual alcanza su plenitud artística en la celebración pública dentro de su obra.
Dicha obra es un canto a la vida, en la que requiere de un público implicado para crear realmente el arte efímero que la artista francesa busca. Son acciones efímeras, donde los espectadores pueden comerse a la obra, para crear un acto volátil de festividades llenas de placer a través del arte, así pues, la obra queda en la nada física y en la perduración total dentro de la memoria. 
Sus esculturas comestibles  (“Sculptures Éphémerès Comestibles”) son la prolongación del movimiento Eat Art, bajo el impulso del artista Daniel Spoerri de los años sesenta, donde lo comestible a menudo trasformado (simplemente, en su color) se utiliza como un elemento tanto pictórico como provocativo, para tratar de crear un nuevo discurso que conviva entre el arte y la comida, es decir, toda una ofrenda hacia el gusto.
Se trata de un guiño a la vida real, ya que el ser humano necesita al otro para vivir, pues Selz necesita al espectador para acabar su obra.
Las imágenes populares son el punto de partida para la representación de sus esculturas y/o pinturas,  ya que éstas son consideradas de carácter público, social o común, así pues, con ellas puede crearse lo absurdo o por el contrario, lo poético dentro del mundo del arte y llegar accesiblemente al público.
Dorothée Selz, concibe sus esculturas comestibles de acuerdo con el espacio arquitectónico, el evento de celebración y el número de invitados otorgados.
Y por el otro lado, la artista parisina también aborda su arte a través de la pintura, estéticamente muy similar a sus esculturas, aunque éstas son de menor carácter y con menor frecuencia temporal, también. 
Se podría concluir diciendo que Dorothée Selz, con su obra artística ilustra el arte como el todo, y por el contrario, como el nada, como algo efímero. 
Toda su obra no es más que una poesía, un canto hacia el gusto, tanto pictórica, dimensional como gustativo, que se materializa a través del conjunto de todas las piezas que crea la artista.

## Exposiciones
Por un lado, Selz, desde los años setenta,  ha expuesto regularmente en Francia y en el extranjero, mostrando su obra en exposiciones de carácter individual como colectivo.
En las exposiciones individuales la hemos podido haber visto en instituciones como la Fundación Miró (Espai 10) de la ciudad de Barcelona(1983) dónde la artista expuso la obra Relieves dentro del ciclo colectivo de l’Espai 10, en la Galería Arcs & Cracs de Barcelona, con la obra Gouffé (1990) en el F.A.D Barcelona (1991), en la Galería Esther Woerdehoff en París (2001), en el Instituto Francés de Buenos Aires (2006) y de Río de Janeiro (2011). Sus últimas exposiciones han sido, mayoritariamente como en toda su trayectoria, en Francia, véase el Festival de la cosecha de Montmartre de París (2012), donde la artista realizó una escultura temporal comestible con todo tipo de dulces para las salas de recepción del ayuntamiento. 
La artista francesa también expone regularmente en exposiciones colectivas, destacando en sitios como en el Centro Pompidou  de París  (1978), en el CAPC de la ciudad de Burdeos (2004) en el Museo de Arte Contemporáneo de Barcelona  (2012) o en el Museo de Arte Contemporáneo de Castilla y León (2012), entre otros muchos.
Por otro lado, un segundo hecho que caracteriza a Dorothée Selz son las instalaciones de esculturas comestibles, en espacios semi-exteriores o de tránsito, como pueden ser las recepciones. Una de sus instalaciones fue en una ciudad tan importante como Nueva York, en el American Craft Museum (1988), la cual estaba instalada temporalmente (ya que era una escultura efímera) delante la ventana del museo neoyorquino. Entre muchas otras, destaca la pieza Fertillité en la Fundación Miró de Barcelona (1992), en el Palacio de la Virreina, en la misma ciudad con la obra Instalaciones (1993), en el Centro Pompidou de París con la obra Fête des Infants (2000), en la 2ª edición de la Bienal internacional del diseño en Saint-Étienne con la obra Arches entrecroisées (2000) o, en el mismo Museo del Louvre de París (2005), donde el público que pasaba por esa zona veía y podía degustar plantas comestibles y cuatro columnas decorativas.